# Bosznia-Hercegovina a 2020. évi nyári olimpiai játékokon
Bosznia-Hercegovina a japán Tokióban megrendezett 2020. évi nyári olimpiai játékok egyik részt vevő nemzete volt. Az országot az olimpián 5 sportágban 7 sportoló képviselte, akik érmet nem szereztek.

## Atlétika
Férfi
| Versenyző | Versenyszám | Előfutam | Előfutam | Előfutam | Elődöntő | Elődöntő | Elődöntő | Döntő   | Döntő    |
| Versenyző | Versenyszám | Idő      | Hely.    | Össz.    | Idő      | Hely.    | Össz.    | Idő     | Helyezés |
| --------- | ----------- | -------- | -------- | -------- | -------- | -------- | -------- | ------- | -------- |
| Amel Tuka | 800 m       | 1:45,48  | 2.       | 13.      | 1:44,53  | 2.       | 7.       | 1:45,98 | 6.       |

| Versenyző   | Versenyszám | Selejtező | Selejtező | Döntő    | Döntő    |
| Versenyző   | Versenyszám | Eredmény  | Helyezés  | Eredmény | Helyezés |
| ----------- | ----------- | --------- | --------- | -------- | -------- |
| Mesud Pezer | Súlylökés   | 21,33 m   | 3.        | 20,08 m  | 11.      |

## Cselgáncs
Női
| Versenyző    | Versenyszám | 32-es főtábla                       | Nyolcaddöntő                         | Negyeddöntő       | Elődöntő          | Vigaszág elődöntő | Bronz- mérkőzés   | Döntő             | Helyezés |
| Versenyző    | Versenyszám | Ellenfél Eredmény                   | Ellenfél Eredmény                    | Ellenfél Eredmény | Ellenfél Eredmény | Ellenfél Eredmény | Ellenfél Eredmény | Ellenfél Eredmény | Helyezés |
| ------------ | ----------- | ----------------------------------- | ------------------------------------ | ----------------- | ----------------- | ----------------- | ----------------- | ----------------- | -------- |
| Larisa Cerić | Nehézsúly   | Izayana Marenco (NCA) · 10(0)–00(0) | Iryna Kindzerska (AZE) · 00(2)–10(0) | kiesett           | kiesett           | kiesett           | kiesett           | kiesett           | 9.       |

## Sportlövészet
Női
| Versenyző         | Versenyszám | Selejtező | Selejtező | Döntő   | Döntő    |
| Versenyző         | Versenyszám | Pont      | Helyezés  | Pont    | Helyezés |
| ----------------- | ----------- | --------- | --------- | ------- | -------- |
| Tatjana Đekanović | Légpuska    | 613,2     | 47.       | kiesett | kiesett  |

## Taekwondo
Férfi
| Versenyző    | Versenyszám | Selejtező         | Nyolcaddöntő                | Negyeddöntő                  | Elődöntő                      | Vigaszág első kör | Vigaszág elődöntő | Bronz- mérkőzés            | Döntő             | Helyezés |
| Versenyző    | Versenyszám | Ellenfél Eredmény | Ellenfél Eredmény           | Ellenfél Eredmény            | Ellenfél Eredmény             | Ellenfél Eredmény | Ellenfél Eredmény | Ellenfél Eredmény          | Ellenfél Eredmény | Helyezés |
| ------------ | ----------- | ----------------- | --------------------------- | ---------------------------- | ----------------------------- | ----------------- | ----------------- | -------------------------- | ----------------- | -------- |
| Nedžad Husić | Pehelysúly  | erőnyerő          | Ricardo Suzuki (JPN) · 22-2 | Abdelrahman Wael (EGY) · 8-7 | Ulugbek Rashitov (UZB) · 5-28 |                   |                   | Hakan Reçber (TUR) · 13-22 |                   | 5.       |

## Úszás
Férfi
| Versenyző      | Versenyszám | Előfutam | Előfutam | Előfutam | Elődöntő | Elődöntő | Elődöntő | Döntő   | Döntő    |
| Versenyző      | Versenyszám | Idő      | Hely.    | Össz.    | Idő      | Hely.    | Össz.    | Idő     | Helyezés |
| -------------- | ----------- | -------- | -------- | -------- | -------- | -------- | -------- | ------- | -------- |
| Emir Muratović | 50 m gyors  | 22,91    | 2.       | 42.      | kiesett  | kiesett  | kiesett  | kiesett | kiesett  |
| Emir Muratović | 100 m gyors | 50,43    | 8.       | 45.      | kiesett  | kiesett  | kiesett  | kiesett | kiesett  |

Női
| Versenyző  | Versenyszám    | Előfutam | Előfutam | Előfutam | Elődöntő | Elődöntő | Elődöntő | Döntő   | Döntő    |
| Versenyző  | Versenyszám    | Idő      | Hely.    | Össz.    | Idő      | Hely.    | Össz.    | Idő     | Helyezés |
| ---------- | -------------- | -------- | -------- | -------- | -------- | -------- | -------- | ------- | -------- |
| Lana Pudar | 100 m pillangó | 58,32    | 7.       | 19.      | kiesett  | kiesett  | kiesett  | kiesett | kiesett  |